# Al·legoria al vi i la vinya
Al·legoria al vi i la vinya és un monument dedicat a la producció de vinya i vi als municipis de Sant Sadurní d’Anoia i Subirats (Alt Penedès). Està situat al mig de la rotonda de la carretera C-243b, al terme municipal de Subirats, a pocs metres del límit amb el terme de Sant Sadurní, a l'entrada d'aquesta població. Obra de l'artista Cocomir, és una escultura d'acer corten i formigó de 10 metres d'alçada. L'escultura està formada per dues peces complementàries. Dos grans blocs verticals de formigó amb uns encaixos (un de mascle i un de femella) suporten dues peces abstractes d'acer corten.